# Ambroise de Moscou
Pour les articles homonymes, voir Ambroise.
Ambroise (né Andreï Stepanovitch Zertis-Kamenski, s.d.) (1708-1771) fut métropolite de Moscou de 1768 à 1771 et membre du Saint-Synode.

## Biographie
Andreï Zertis-Kamenski est issu d'une famille de la noblesse moldave de Nijyn, dans l'actuelle Ukraine. Son père Stepan (Stephane) (1660-1722) est traducteur de moldave, grec et turque auprès d'hetman Ivan Mazepa. Andreï perd tôt son père et sera élevé par son oncle maternel Vladimir Kamenski, starets de la laure des Grottes de Kiev. Il entre ensuite à l'Académie théologique de Kiev et passe par le rite d'ordination en 1739. Il enseigne au séminaire Saint-Alexandre-Nevski et en devient le préfet en 1742.
En avril 1748, il est nommé archimandrite du monastère de la Nouvelle Jérusalem et intègre le Saint-Synode.
Il devient archevêque en 1764 et sera nommé au poste de métropolite de Moscou par Catherine II en 1768.
Ambroise est tué par la foule au monastère Donskoï lors de l'émeute de la peste à Moscou, pour avoir ordonné de retirer l'icône de la Sainte Vierge de Bogolioubski (en russe : Боголюбская икона Божией Матери), afin d'éviter la propagation de l'épidémie de la peste favorisée par les attroupements autour de l'objet de vénération. Il est enterré au cimetière Donskoï.